# Laila Majnu (1976)
Laila Majnu (in Arabisch: مجنون و ليلى (Majnun und Layla) oder قيس وليلى (Qays und Layla), in Persisch: لیلی و مجنون (Leyli o Majnun)) ist eine Bollywoodverfilmung der berühmtesten orientalischen Liebesgeschichte von Madschnūn Lailā. Die Liebenden werden von Rishi Kapoor und Ranjeeta Kaur dargestellt.

## Handlung
Arabien, vor sehr langer Zeit... Laila und Kaish verbindet schon seit ihrer Kindheit eine sehr tiefe und außergewöhnliche Freundschaft. Als Kaish in der Schule stets nur ihren Namen zu Papier bringt, anstatt den Worten des Lehrers Beachtung zu schenken, folgt auch sofort die Bestrafung. Mit einem Stock will ihn der Lehrer auf den richtigen Weg Allahs weisen. Doch siehe da, nicht nur Kaish leidet, sondern auch seine Laila, deren Handflächen zu bluten anfangen.
Kaishs Vater erkennt diese göttliche Verbindung und bittet Emir, Lailas Vater und gleichzeitig sein Erzfeind, um Frieden der Kinder willen. Doch Emirs Herz gleicht einem Stein und verbietet jeden Kontakt der Kinder.
Jahre später findet die Liebe unbeirrt ihren Weg – Laila und Kaish treffen sich auf einem Jahrmarkt wieder und sofort lodert ihre tiefe Liebe wieder auf.
Dies bleibt nicht unentdeckt: Emir erkennt, dass der Sohn seines Erzfeindes seine Tochter umwirbt. Gemeinsam mit seinem Sohn Tabrej kämpfen sie gegen diese Beziehung an. Laila fleht ihren Vater an und lässt sein Herz doch noch erweichen. Aber zur gleichen Zeit geschieht ein großes Unglück. Tabrej tötet Kaishs Vater, wodurch Kaish sich an Tabrej rächt und ihn im Kampf schlägt – und so den Zorn des ganzen Clans auf sich zieht. Kaish wird in die Wüste verbannt; Laila wird mit Tabrejs Jugendfreund Prinz Bhakshi verheiratet.
In der Wüste wird Kaish verrückt in Liebe zu seiner Laila und vergöttert sie in seinen Gedichten und Liedern, die schließlich aus allem Munde zu hören sind. Aufgrund dessen wird er nur noch „Majnu“ (arab. „Der Verrückte“) genannt.
Auch Prinz Bhakshi hört davon und verspricht Laila nicht anzurühren und begegnet dieser außergewöhnlichen Liebe mit großem Respekt. Doch Bhakshis Feinde entführen Laila in die Wüste. Als sie zu entkommen versucht, wird sie schwer verletzt. In Majnus Armen stößt sie schließlich ihren letzten Atemzug aus. Majnu erträgt dieses Leid nicht und stirbt kurz darauf. Nur der Tod kann sie aus dem Leid erlösen, sodass sie im Himmel vereint sind.

## Musik
| Songtitel                               | Sänger/in                                                |
| --------------------------------------- | -------------------------------------------------------- |
| Husn Hazir Hai (Koi Pathar Se Na Maare) | Lata Mangeshkar                                          |
| Tere Dar Pa Aaya Hoon                   | Mohammad Rafi                                            |
| Hoke Mayoos Tere Dar Se                 | Mohammad Rafi, Aziz Nazan, Shankar Shambbhu, Ambar Kumar |
| Is Reshmi Paazzeb Ki Jhankar            | Mohammad Rafi, Lata Mangeshkar                           |
| Barbad-E-Mohabbat ki Dua                | Mohammad Rafi                                            |
| Ab Agar Hum Se Khudai Bhi               | Mohammad Rafi, Lata Mangeshkar                           |
| Likhkar Tera Naam Zamin Par             | Mohammad Rafi, Lata Mangeshkar                           |
| Laila Majnu Do Badan Ek Jaan The        | Rajkumar Rizvi, Anuradha Paudwal, Preeti Sagar           |
| Kahna Ek Diwana                         | Mohammad Rafi, Lata Mangeshkar                           |